# جی‌بی‌اف
«جی‌بی‌اف» (انگلیسی: G.B.F.) یک فیلم به کارگردانی دارن استین در سبک کمدی است که در سال ۲۰۱۳ منتشر شد.

## بازیگران
- پال یاکونو
- ساشا پیترسه
- آندریا بوون
- ایوانا لینچ
- جوجو
- زوشا راکمور